# Impro liga
Impro liga, vseslovensko prvenstvo v gledališki improvizaciji, je projekt KUD-a France Prešeren v Ljubljani. Ustanovljena je bila leta 1993 z uradnim razglasom v reviji Mzin, ko je Andrej Rozman - Roza v imenu ustanovitelja lige Gledališča Ane Monro k sodelovanju v improvizacijskih igrah povabil skupine z različnih koncev Slovenije. Danes v okviru predstav Impro lige nastopa preko 100 improvizatorjev različnih starosti.

## Zgodovina

### 1993 - 2004
Gledališko improvizacijo je leta 1990 na slovenska tla prineslo Gledališče Ane Monro s predstavo Variete, v kateri so gledalcem ponudili kolaž krajših improvizacijskih zvrsti in songov. Leta 1993 so k sodelovanju povabili tudi druge skupine in tako ustanovili prvo slovensko gledališko ligo. Ekipe so se med seboj merile krajših improviziranih prizorih, ki jih je s predlogi narekovalo občinstvo, le-to pa je tudi določilo zmagovalca tekme med dvema skupinama in s tem posledično prvaka v improvizaciji.
Med letoma 1993 in 2004 se je na impro tekmah predstavilo približno 250 improvizatorjev v 30 ekipah, med drugim tudi nekatere danes vidne medijske osebnosti: Goro Osojnik, Andrej Rozman - Roza, Mojca Dimec, Primož Ekart, Matjaž Javšnik, Boštjan Napotnik, Mojca Širok, Vito Rožej, Mojca Funkl, Janez Usenik, Jurij Zrnec, Gorazd Žilavec, Miha Brajnik, Igor Bračič - Sadež, Jure Karas - Slon, Andrej Težak - Tešky, Boštjan Gorenc - Pižama in Toni Cahunek.
Sezona 2003/04 je prinesla velik osip improvizacijskih skupin in s tem posledično zmanjšano zanimanje javnosti za Impro ligo. Premor v delovanju projekta se je začel po odigrani drugi tekmi finala med ekipama Muci Buci in Veselička, tretje tekma pa je bila odigrana skoraj leto in pol kasneje pol reorganizaciji prvenstva. Nekateri improvizatorji so se v vmesnem času odločili za ustanovitev novih improvizacijskih skupin, na primer Teater Narobov, Improleptika in Gverila teater.

### 2005 - danes
Projekt je z osvežitvijo improvizatorskih vrst z mlajšimi igralci, ki so nastopali že v Šolski improligi - ŠILI, in reorganizacijo zopet zaživel v sezoni 2005/06. K ustvarjanju se je prijavilo okoli 80 improvizatorjev iz devetih impro ekip. Po kvalifikacijah se je za naslov vseslovenskega improvizacijskega prvaka na devetnajstih tekmah merilo 7 skupin, prvaki pa so postali člani ekipe Modro nebo. Tekmovalnemu delu so se v konceptu projekta pridružile Ekshibicije - improvizirane predstave, kjer so igralci eksperimentirali z različnimi improvizacijskimi strukturami. 
V sezoni 2006/07 je k sodelovanju pristopilo 15 ekip. Poleg Ljubljane in Kranja, od koder prihaja največ improligašev, sta bila tokrat zastopana tudi Maribor in Murska Sobota. Po kvalifikacijah se je v glavno tekmovanje uvrstilo 9 ekip, 3 pa so se kalile v Improgojnici. Naslov prvakov Impro lige so ubranili člani ekipe Modro nebo, ki so po treh finalnih tekmah premagali ekipo Veselička.
Sezona 2007/08 se je uradno začela oktobra 2007, za tekmovanje pa se je prijavilo rekordnih 17 ekip. Pet od teh si je nastopanje zagotovilo z uspešnimi igrami v pretekli sezoni, 9 se jih v kvalifikacijah bori za še štiri prosta mesta, še 3 pa na nasprotnike čakajo v Improgojnici. Ekipe prihajajo iz Ljubljane, Kranja, Maribora, Kopra in Velenja.
Sezona 2008/09 je za Impro ligo jubilejna, saj bo v njej praznovala 15. obletnico delovanja. K sodelovanju se je prijavilo 17 ekip iz Ljubljane, Kranja in Maribora, kvalifikacije so potekale v oktobru 2008, v glavno tekmovanje pa so se uvrstile ekipe A ješ kavo, a veš kao..., Merlene Ottey Project, Veselička, Žahod Šever, Banda Ferdamana, Kuli-Muli, Voknvofnej, Kositi, Kivi, prasica! in Sem pa tja pa take fore.
19. in 20. januarja 2019 je Impro liga praznovala 25. let., priložnostno so se izvedle tekme legend in generacij.
TURNIR GENERACIJ: Luka Korenčič (AJKAVK, Estonija, Fookiš, Lastniki humorja), Boštjan Gorenc – Pižama (Veselička), Urša Strehar Benčina (Stand up), Miha Brajnik (Pofočkani, Dejmo stisnt impro, Marlene Ottey Project, Klasika), Gorazd Žilavec (Končno sprejeti, Marlene Ottey Project), Tomaž Lapajne Dekleva (Piloti, Veselička), Matic Kozina (Jajo je papajo, AJKAVK, Kok drago!, ŠIK Jastreb), Žan Sterle (Wien-Beč-Dunaj-Kva, SNiG), Eva Kern Nanut (Wien-Beč-Dunaj-Kva), Aleksandar Rajaković (Dejmo stisnt impro, Marlene Ottey Project), Tomo Kočar (Radio Študent), Olivija Grafenauer (Wien-Beč-Dunaj-Kva),    Petra Ajdovec (Wien-Beč-Dunaj-Kva), Gašper Fele-Žorž – Polž (Kuli-Muli), moderiral je Jan Hrušovar.
PARADA LEGEND: Juš Milčinski (Šterje pravi deci, Muci Buci, Kok drago!, Klasika, IGLU), Goran Završnik (Klasika, Piloti, Veselička), Nina Sojar Košorok (Eki Paki Vamjevšeč), Maja Dekleva Lapajne (Ud Rudolfov, IGLU), Goro Osojnik (Gledališče Ane Monro), Mojca Funkl (Improvokatorji, Končno sprejeti), Boštjan Napotnik – Napo (Radio Študent, A-je-to, Veselička),    Mojca Dimec (Gledališče Ane Monro), Sara Šoukal (Jajo je papajo, Šah Mt, Čarolija, SNiG), Jan Hrušovar (AJKAVK, Estonija, Fookiš, Šah Mt, Čarolija, WBDKva, Lastniki humorja), Vid Sodnik (Žahod Šever, Estonija, Stand up, IGLU), Jaka Šubic (Modro nebo, Žahod Šever, Estonija, Stand up, Klasika, Lastniki humorja), Andrej Težak – Teški (Dupleška mornarica, Šterje pravi deci, Muci buci, Veselička), Sašo Weilgoni – Miš (AJKAVK, Kok drago!, ŠIK Jastreb, Čarolija, Lastniki humorja), Žiga Regina (ŠIK Jastreb, Eki Paki Vamjevšeč, Ljudje), Ana Duša (Piloti), Janez Usenik (Šentjakobsko gledališče), Gregor Usenik (Šentjakobsko gledališče), Gregor Moder (Ud Rudolfov), moderiral je Igor Bračič.

### Prvaki Impro lige 1994 - 2022
| Sezona  | Ekipa                                                  | Nasprotniki v finalu        |
| ------- | ------------------------------------------------------ | --------------------------- |
| 1994/95 | Gledališče Ane Monro                                   | Radio Študent               |
| 1995/96 | Piloti                                                 | Radio Študent               |
| 1996/97 | Šentjakobsko gledališče                                | Gledališče Ane Monro        |
| 1997/98 | Improvokatorji                                         | Šentjakobsko gledališče     |
| 1998/99 | Končno sprejeti                                        | A-je-to                     |
| 1999/00 | Končno sprejeti                                        | Dejmo stisn't impro         |
| 2000/01 | Dupleška mornarica                                     | Piloti                      |
| 2001/02 | Piloti                                                 | Ud Rudolfov                 |
| 2002/03 | Šterje pravi deci                                      | Veselička                   |
| 2003/04 | Muci Buci                                              | Veselička                   |
| 2005/06 | Modro nebo                                             | Jajo je papajo              |
| 2006/07 | Modro nebo                                             | Veselička                   |
| 2007/08 | A ješ kavo, a veš kao...                               | Merlene Ottey Project       |
| 2008/09 | Kuli Muli                                              | Žahod Šever                 |
| 2009/10 | Kok Drago!                                             | Estonija                    |
| 2010/11 | Fookiš                                                 | Stand up                    |
| 2011/12 | Športni impro klub Jastreb                             | Klasika                     |
| 2012/13 | Eki Paki Vamjevšeč                                     | Šah mt                      |
| 2013/14 | IGLU                                                   | Ljudje                      |
| 2014/15 | Čarolija                                               | Lastniki humorja            |
| 2015/16 | Spranci na balanci                                     | KIKS-men                    |
| 2015/16 | Wien-Beč-Dunaj-Kva                                     | Poritiki, Žvali & KIKS-boks |
| 2017/18 | SNiG - Slovensko narodno impro gledališče              | Lastniki humorja            |
| 2018/19 | Lažno upanje                                           | Gverila teater              |
| 2019/20 | zaradi COVID-19 tekmovalni del ni bil izveden do konca |                             |
| 2020/21 | redna produkcija ne-tekmovalnih spletnih predstav      |                             |
| 2021/22 | SNiG - Slovensko narodno impro gledališče              | Impro Ljubljana             |
| 2022/23 | SNiG 1                                                 | SNiG A                      |

## Produkcije

### Tekmovalni sklop
Tekmovalni del Impro lige je mešanica med teatrom in športom, saj se gledališkim elementom pridružijo značilnosti športnega tekmovanja: pravila, sodniki, točkovanje, navijači, časovna omejitev in tabela z rezultati. Na tekmi Impro lige se pomerita dve ekipi, ki skušata občinstvo in sodnika prepričati v kratkih prizorih oz. disciplinah. Slednje so sicer povzete po konceptu Theatresports angleškega avtorja Keitha Johnstonea, vendar z nekoliko manj omejujočimi pravili, poleg osnovnih pa so dodane tudi tiste, ki so jih ustvarili slovenski improvizatorji. 
Posamezni prizor praviloma traja od 3 do 4 minute, temelji pa na predlogih občinstva - npr. prostor prizora, žanr prizora, čustva, osebe, odnosi, dogodki, ipd. Po vsakem odigranem sklopu disciplin gledalci z dvigom zastavic določijo ekipo, ki je po njihovem mnenju bolje odigrala prizor, in podelijo dve točki. Oceno podata tudi sodnika, ki opazujeta predvsem tehnično izvedbo prizora (npr.: uporaba predlogov, dinamika zgodba, karakternost, ipd.) in podelita eno točko ekipi, ki je bila tehnično boljša.
Na eni tekmi nasprotni ekipi odigrata vsaka 5 disciplin, pri čemer sta dve izžrebani iz nabora šestintridesetih disciplin v impro pravilniku, dve disciplini, t. i. izziva, izdelata ekipi sami, zadnji prizor pa se odigra po pravilih t. i. delegatskega izziva. Pravila slednjega izžrebajo tik pred igranjem prizora iz nabora petindvajsetih pravil. V sezoni 2006/07 so bili vsi delegatski izzivi poimenovani po skladbah skupine Siddharta.
Vmesni člen med občinstvom in igralci predstavlja moderator, ki razlaga navodila za prizore, pobira predloge za začetek prizora, pobira ocene občinstva in skrbi za splošno dobro vzdušje v dvorani. Pogosto pri tem sodeluje s tehnikom in delegatom predstave. 
Tekmovanje je razdeljeno na več delov: kvalifikacije, prvi del predtekmovanja, drugi del predtekmovanja in izločilne boje s finalom, kjer najboljši ekipi prvenstva igrata po sistemu dveh zmag v treh tekmah. 

### Ekshibicije
Na ekshibicijah je manj poudarka na tekmovalnosti, improvizatorji pa se osredotočijo predvsem eksperimentiranje z novimi improvizacijskimi strukturami. Predstave so tematsko obarvane, izvedbe pa v improvizirano osnovo vpletajo tudi druge elemente modernega gledališča.
V sezoni 2005/06 so bile odigrane ekshibicije: Božični impro z Natalijo, improvizirani celovečerec Ličkanje, I. Mini improvizacijsko prvenstvo med ekipami fakultet Univerze v Ljubljani, večer legend slovenskega impro gledališča ter gostovanje kanadske improvizacijske skupine Crumbs.
V sezoni 2006/07 so bile odigrane ekshibicije: Maestro kapetanov, večer stand-up komedije Predpraznična izpovednica stoječki, Nedeljski impro z Natalijo na temo kadilstva, II. Mini improvizacijsko prvenstvo med ekipami fakultet Univerze v Ljubljani, ekshibicijska tekma med ekipama projektov Impro lige in Gverila teatra ter gostovanje ameriško-kanadske improvizacijske zasedbe Rocket Sugar Factory.
Prva ekshibicija v ciklu 2007/08 je bila odigrana ob otvoritvi sezone, in sicer bo to Improteka - mešanica med filmom in improvizacijo.
Medfakultetno improvizacijsko prvenstvo
| Leto | Sodelujoče ekipe | Prvaki           |
| ---- | --- | ---------------- |
| 2006 | Filozofska fakulteta, FDV, AGRFT, Naravoslovci | AGRFT            |
| 2007 | Filozofska fakulteta, FDV, AGRFT, Naravoslovci, Tehnokrati, Pravna fakulteta                                                                                     | FDV              |
| 2008 | Filozofska fakulteta, FDV, AGRFT, Naravoslovci, Tehnokrati, Pravna fakulteta, Infrastrukturalisti                                                                | AGRFT            |
| 2009 | Filozofska fakulteta, FDV, AGRFT, Pravna fakulteta, Medicinska fakulteta, Fakulteta za šport, Fakulteta za računalništvo in informatiko, Stavbarji, Naravoslovci | Naravoslovci     |
| 2010 | Filozofska fakulteta, FDV, AGRFT, Naravoslovci, Pravna fakulteta, Medicinska fakulteta, Fakulteta za šport, Arhitetkonci in Podiplomci                           | Pravna fakulteta |